# José Luis Hidalgo
José Luis Francisco Hidalgo Iglesias, mais conhecido como José Luis Hidalgo (Torres, Torrelavega, Cantábria, 10 de outubro de 1919 – Madri, 3 de fevereiro de 1947) foi um poeta, e pintor espanhol, que fez parte do grupo da poesia existencial espanhola do pós-guerra e da chamada "Quinta del 42".

## Biografia
Ficou órfão de mãe aos nove anos, o que sem dúvida o marcou para a realização de toda a sua obra. Ele estudou nas Escolas do Oeste de Torrelavega, atualmente conhecidas como Colegio Cervantes.
Após o início da Guerra Civil Espanhola, conseguiu um emprego como professor em uma escola em Santander, tornando-se professor assistente de Desenho no Instituto de Enseñanza Media de Torrelavega. Em 1938 foi mobilizado pelo Corpo de Engenheiros franquista, pelo qual registou mortes nas frentes da Estremadura e da Andaluzia. No final da guerra fixou-se em Valência, onde iniciou os estudos na Escola Superior de Belas Artes, terminando-os em 1943. Aqui ele fez amizade com o grupo de poetas que criou o jornal Proel em novembro de 1942.
Outra de suas manifestações foi a pintura. Como artista e cartazista, participou nas Olimpíadas Populares de Barcelona em 1936, quando conheceu José Hierro, importante amizade e ajuda de José Luis Hidalgo.
Conhecido sobretudo por Los muertos (1947), obra onde reflete sobre Deus, o tempo e o fim da existência humana na luta agonizante pela imortalidade. Hidalgo também publicou Raíz (1944) e Los Animales (1945); mas a origem de sua poesia metafísica está em suas obras iniciais: Pseudopoesías (1936), As luzes assassinadas e outros poemas (1938) ou Mensagem ao ar, do mesmo ano, marcada pelo jogo metafórico de vanguarda. Abrangendo Santander, Madrid e Valência. Seus últimos anos são frenéticos com atividades poéticas e artísticas, publicações em revistas, exposições no Ateneu Santander, desenhos e projetos pictóricos e aspirações apaixonadas.
Sofrendo de pneumonia, morreu no sanatório Charmartín de la Rosa, em Madrid. Muito de seu curto trabalho foi publicado postumamente.

## Obras
| - Raíz, Valencia, 1944 - Los animales - Los muertos |  | - Canciones para niños, publicado em 1951. - Obra poética completa, Institución Cultural de Cantabria, 1976. |